# سان خوان دي موييت
بلدية سان خوان دي موييت (بالإسبانية: San Juan de Mollet) هي بلدية تقع في مقاطعة جرندة التابعة لمنطقة كتالونيا شمال شرق إسبانيا.

## الديموغرافيا
بلغ عدد سكان بلدية سان خوان دي موييت 522 نسمة عام 2011 (وفقاً للمعهد الوطني الإسباني للإحصاء).
| 367 | 352 | 351 | 475 | 513 | 517 | 522 |